# Ozolnieki kommun
Ozolnieku novads var en kommun i Lettland. Den låg i den centrala delen av landet, 30 km söder om huvudstaden Riga. Antalet invånare var 10 237. Arean var 286 kvadratkilometer. Ozolnieku novads gränsade till Olaine, Ķekava, Bauskas Novads, Rundāles novads, Jelgavas Rajons och Jelgava.
2021 slogs kommunen samman med Jelgava kommun.
Ozolnieku novads delas in i:
- Ozolnieku pagasts
- Cenu pagasts
- Salgales pagasts

Följande samhällen finns i Ozolnieku novads:
- Ozolnieki
- Āne
- Brankas
- Emburga